# Ongaku Gatas
 (novembre 2024).
Si vous disposez d'ouvrages ou d'articles de référence ou si vous connaissez des sites web de qualité traitant du thème abordé ici, merci de compléter l'article en donnant les références utiles à sa vérifiabilité et en les liant à la section « Notes et références ».
Ongaku Gatas (音楽ガッタス) est un groupe féminin de J-pop, ex- Hello! Project.

## Histoire
Le groupe est créé en juin 2007 dans le cadre du Hello! Project. Il est composé au départ de dix idoles japonaises membres de l'équipe de futsal du H!P, les Gatas Brilhantes, dont trois ex-Morning Musume. Le groupe est mené par Hitomi Yoshizawa, venant juste de quitter les Morning Musume, accompagnée de Rika Ishikawa, active en parallèle avec son groupe V-u-den, de Mai Satoda, dernier membre du groupe inactif Country Musume, et marque le retour surprise de Asami Konno, qui avait pourtant quitté le H!P un an auparavant de façon alors annoncée comme définitive. Les six autres membres sont des débutantes du Hello Pro Egg, dont Erina Mano, qui quitte le groupe en mars 2008 pour débuter en solo.
Le groupe sort trois singles et un album durant sa première année d'existence, et anime sa propre émission de radio de 2007 à 2009, Ongaku Gatas no Guts10☆Gatas (音楽ガッタスのGuts10☆ガッタス).
Hitomi Yoshizawa et Rika Ishikawa forment en parallèle le groupe Hangry & Angry en 2008. Ongaku Gatas est transféré du H!P au M-line club lors de la graduation (départ) générale du Elder Club en mars 2009, et continue au sein de la compagnie mère Up-Front.
Après une période d'inactivité en 2009, une nouvelle série de concerts d'Ongaku Gatas débute en mars 2010, "Ongaku Gatas Live Tour Spring 2010 ~Gatas Ryuu~", le groupe ne comptant désormais plus que sept membres après le départ de deux autres "eggs". Le groupe est retiré du M-line club en avril 2010, et est en pause depuis, sans avoir été officiellement dissous. Ses membres poursuivent depuis différentes activités artistiques ; Asami Konno cesse ses activités musicales le 31 mars 2011 pour se consacrer à une nouvelle carrière de présentatrice à la télévision.

## Membres
Dernière formation active (2010)
- Hitomi Yoshizawa (ex-Morning Musume, Leader)
- Rika Ishikawa (ex-Morning Musume, ex-V-u-den)
- Asami Konno (ex-Morning Musume)
- Mai Satoda (ex-Country Musume)
- Arisa Noto (ex-Hello Pro Egg)
- Miki Korenaga (ex-Hello Pro Egg)
- Minami Sengoku (ex-Hello Pro Egg)

Anciens membres
- Erina Mano (quitte le 2 mars 2008, pour mener une carrière solo au H!P)
- Mika Mutō (quitte le 28 avril 2008, pour poursuivre ses études)
- Yuri Sawada (quitte le 30 août 2009, pour poursuivre ses études)

## Discographie

### Singles
1. Narihajimeta Koi no Bell (鳴り始めた恋のBELL?) (sorti le 12 septembre 2007)
2. Yattarōze! (やったろうぜ！?) (sorti le 5 décembre 2007)
3. Come Together[1] (sorti le 10 septembre 2008)
4. Ready! Kick Off!! (sorti le 6 mars 2010 en indépendant)

### Album
1. 1st Goodsal (1st GOODSAL?) (sorti le 6 février 2008)

### Participations
1. Petit Best 8 (プッチベスト12?) (sorti le 12 décembre 2007)
  - Narihajimeta Koi no Bell (鳴り始めた恋のBELL?)
2. Petit Best 9 (プッチベスト12?) (sorti le 10 décembre 2008)
  - Come Together

## Vidéographie

### Singles V
1. Narihajimeta Koi no Bell (鳴り始めた恋のBELL?) (sorti le 12 septembre 2007)
2. Yattarōze! (やったろうぜ！?) (sorti le 19 décembre 2007)
3. Come Together (sorti le 24 septembre 2008)

### En concert
1. First Concert Tour 2008 Haru ~Mizaru Iwazaru Goodsal!~ (ファーストコンサートツアー 2008春 ～魅ザル 祝ザル GOODSAL!～?) (sorti le 28 mai 2008)
2. Live Tour 2008 Fuyu ~Come Together!~ (ライブツアー2008冬 ～Come Together!～?) (sorti le 11 mars 2009)
3. Live Tour 2010 Haru ~Gatas Ryū~ (音楽ガッタス ライブツアー2010春 ～ガッタス流～?) (sorti le 23 juin 2010)

## Liens
- Site officiel
- Ressource relative à la musique :   - MusicBrainz
- (ja) Discographie sur Up-Front Works
- (ja) Guts10☆Gatas!! Site de leur émission de radio